# Robert Abraham (militaire)
Pour les articles homonymes, voir Abraham (patronyme).
Robert Abraham, né le 23 novembre 1921 à Dourdan (Essonne) et décédé le 27 novembre 2004 à L'Huisserie (Mayenne), est un officier français, colonel, Compagnon de la Libération.

## Biographie
Rapatrié au Levant avec son unité au moment de l'Armistice, c'est à Beyrouth, en septembre 1941, au lendemain de la campagne de Syrie, qu'il s'engage dans les Forces françaises libres.
Affecté à la 1ère Compagnie de chars de combat des FFL (1ère CACC), il participe à la campagne de Libye.
Dirigée sur l'Egypte en avril 1942, la 1ère CACC s'équipe de chars anglais Crusader pour faire bientôt partie, avec les spahis de l'escadron Jourdier, de la 1ère Colonne volante des FFL, qui rejoint la 8e Armée britannique, dans le Western Desert. La Colonne volante prend part à la grande bataille d'El Alamein, du 23 octobre au 4 novembre 1942, au cours de laquelle Robert Abraham est blessé par éclats d'obus.
Après une courte période de repos, la Colonne Volante traverse la Cyrénaïque, la Tripolitaine et entre en Tunisie en février 1943. Les 6 et 7 mars, la 1ère Compagnie prend part aux violents combats de Médenine aux côtés de la 8e Armée. Robert Abraham s'y distingue : ayant eu sa tourelle traversée et son tireur tué, il poursuit malgré tout le combat dans le char d'un camarade blessé.
Rattachée ensuite à la Force "L" du général Leclerc, venue du Tchad, elle opère avec elle depuis le sud tunisien jusqu'à Kairouan et au Djebel Zaghouan. Une fois la victoire acquise en Tunisie, elle retourne en Tripolitaine. Le sergent-chef Abraham est alors affecté en juillet 1943 au 501e Régiment de chars de combat (501e RCC) qui se constitue au sein de la 2e Division blindée du général Leclerc.
Après un entraînement au Maroc la Division est transférée en Angleterre d'où elle débarque en Normandie le 1er août 1944. Les 12 et 13 août 1944, à la sortie d'Ecouché dans l'Orne, Robert Abraham détruit deux véhicules de reconnaissance ennemis et met hors de combat un nombre important de soldats allemands.
Il se distingue de nouveau à Strasbourg, le 23 novembre 1944, alors que son char ne fonctionne que sur un moteur, il vient prêter main-forte à une unité alliée en difficulté et détruit à lui tout seul un 88 antichar et deux blockhaus.
Le 3 mai 1945, en Allemagne, il parachève la longue série de ses exploits en enlevant la position du village de Haussan, fortement tenu par deux compagnies de SS. Il permet d'ouvrir ainsi une brèche dans le dispositif ennemi et de faire plus de 600 prisonniers.

## Décorations
- Grand officier de la Légion d'honneur
- Compagnon de la Libération par décret du 17 novembre 1945[1],[2]
- Médaille militaire
- Croix de guerre 1939-1945 (7 citations)
- Croix de guerre des Théâtres d'opérations extérieurs (1 citation)
- Croix de la Valeur militaire (3 citations)
- Médaille commémorative des services volontaires dans la France libre
- Médaille coloniale
- Médaille commémorative des opérations de sécurité et de maintien de l'ordre
- Médaille commémorative de la campagne d'Indochine
- Médaille militaire (Royaume-Uni)